# Thomas Esmonde

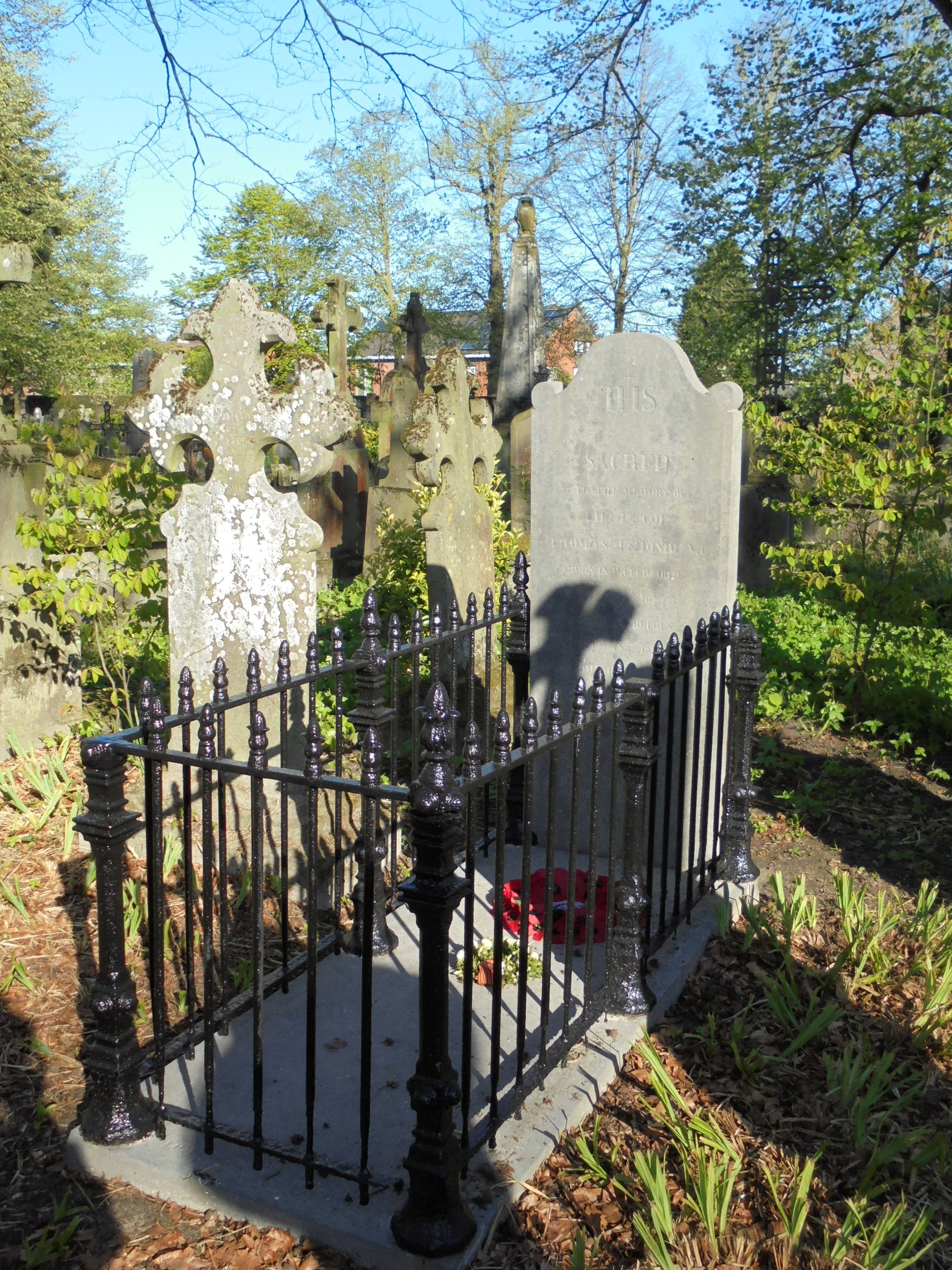
Grafmonument van Thomas Esmonde op de Centrale Begraafplaats (Brugge), vak 4, kort na de restauratie

Thomas Esmonde (Pembrokestown, County Waterford, Ierland, 25 mei 1829 – Brugge, 14 januari 1872) was een Brits officier. Hij ontving het Victoria Cross, de hoogste Britse militaire onderscheiding, na de Krimoorlog in 1856.
Thomas Esmonde overleed in Brugge en werd er begraven op de Centrale Begraafplaats. Zijn grafmonument werd begin 2017 gerenoveerd door leden van de Victoria Cross Trust.